# Jiwa
Jiwa (kinesiska: 吉瓦, 吉瓦乡) är en socken i Kina. Den ligger i den autonoma regionen Tibet, i den sydvästra delen av landet, omkring 380 kilometer väster om regionhuvudstaden Lhasa. Antalet invånare är 1 664. Befolkningen består av 848 kvinnor och 816 män. Barn under 15 år utgör 25,0 %, vuxna 15-64 år 69 %, och äldre över 65 år 5,0 %.
Genomsnittlig årsnederbörd är 536 millimeter. Den regnigaste månaden är juli, med i genomsnitt 163 mm nederbörd, och den torraste är december, med 9 mm nederbörd.